# 河音くるみ
河音 くるみ（せせらぎ くるみ、1994年11月30日 - ）は、日本のAV女優。ギルフィー所属。

## 略歴・人物
2016年1月にデビューしたロリ系の巨乳AV女優。
趣味はアニメ鑑賞・ゲーム、特技はバレーボール。

## 出演作品

### アダルトDVD
2016年
- 新・素人娘、お貸しします。 VOL.44（1月1日、プレステージ）
- 過激すぎるド素人娘 4時間スペシャル 31（2月12日、S級素人）他出演:霧島さくら、美咲かんな、真琴りょう、遥とわ
- 完全ガチ交渉! 噂の、素人激カワ看板娘を狙え! vol.33 in港区（2月19日、プレステージ）他出演:池端真実、唯川千尋 ほか
- 発掘天然Gカップの部活美少女 ロリっ娘デカパイ ちびっこで童顔なのに発育抜群（2月19日、チキチキカマー/妄想族）
- 四畳半同棲ブルース くるみ20歳（2月26日、FIRST STAR）
- 美少女でロリ顔なのにおっぱいGカップってよ♥ 健康的なカラダに中出し射精（2月26日、チキチキ動画）
- ブルマ&スク水姿で着衣中出し くるみ（3月5日、親父の個撮）
- 120％リアルガチ軟派伝説 vol.34 in京都（3月11日、プレステージ）※「ゆりな」名義　他出演:あやか、さとみ、みさき、みさと、なぎさ
- ガチナンパ! 素人さんにお願いしまくって生パン見せてもらった後に素股までさせてもらっちゃいました。 PART.29（3月15日、ピーターズ）他出演:結月せいら、有賀ゆあ、若槻みづな ほか
- SOD女子社員 『SOD女子社員作品』への出演交渉を受けた女子社員達 撮影前のカメラテストで本編では見せなかったHな素顔を見せた17名 AV会社で働いていても裸を撮られるのはもちろん恥ずかしい普通の女子が勇気を出して カメラの前で初めてのオナニー×手コキフェラ×SEX（3月17日、SODクリエイト）他出演:酒井紗也 ほか
- 素人ナンパ 会社の上司と部下が挑戦!すぐに破れるラップ越しの素股ゲームで賞金獲得!（3月17日、アイエナジー）他出演:有賀ゆあ、川瀬麻衣、大場ゆい、杏堂怜
- 気合い入ったセルフイラマ 吐きそうになる程に自ら喉奥まで突っ込んでの献身的イラマチオは唾液量もハンパなく、何故か恍惚のトランス状態（3月18日、SEX Agent）他出演:通野未帆、涼宮琴音、跡美しゅり、来栖みさ、吹石れな、今村加奈子、春川せせら
- まんじる絡みつけ顔騎手コキ 〜もはやヨダレなのかマ○コ汁なのか分からない香る液体を潤滑油としてチ○ポしごきされながら女性器舐めまくり〜（3月18日、SEX Agent）他出演:通野未帆、涼宮琴音、跡美しゅり、来栖みさ、吹石れな、今村加奈子、春川せせら
- JKぶっかけ中出し輪姦調教（3月19日、キチックス）
- 昼下がりのOL ぶっかけ輪姦調教（3月25日、FIRST STAR）
- 親切な介護専門学生が親切すぎて中出しさせられる話（3月25日、おやゆび姫）
- ガチ素人ナンパ!! 街ゆく清楚なお嬢さんに「せんずりサポートして下さい!!」とお願いし言葉巧みにSEXしちゃいました!!（4月7日、アイエナジー）他出演:瀬奈まお ほか
- 僕だけのいいなり女子校生（4月8日、宇宙企画）
- たったのみこすり半でおマ●コぐっちょり発情! お気に入りの人妻デリヘル嬢が素股中に自分から生チン挿入をおねだりしてしまう牝専用媚薬ローションお貸しします!（4月8日、SCOOP）※「クルミ」名義　他出演:ひとみ、ユキナ、ミズキ、あきな
- 巨乳ロリ顔+低身長だけで人気出る時代は終わってる、ことは知っている。（4月8日、バルタン）
- 野外連れまわしゲリラ露出ド変態な河音くるみちゃんとハプバーで中出しぶっかけ輪姦調教（4月8日、FIRST STAR）
- 舌だけでイカせてもらえないか? 〜ペロペロとチロチロとチュパチュパと這い回るベロが好き〜（4月15日、SEX Agent）他出演:涼宮琴音、白間れおな、真琴りょう、宇野杏奈、月本愛、柴崎ひかる、柳あきら
- 孕ませ膣奥射精 パイパンでロリ巨乳の妹が男の身体に興味を持ったので妊娠種付けプレスの極意を教え込む。（4月19日、チキチキジュリー）
- マジックミラー便 都内有数の名門大学に通う高学歴女子大生生まれて初めての素股編 vol.04 現役インテリ女子大生20人10本番! 超拡大スペシャル!!2枚組8時間!! ギンギンに勃起したデカチンを素人娘が赤面まんコキ! 恥ずかしさと気持ちよさで濡れ出したオマ○コにヌルっと挿入!（4月21日、ディープス）他出演:戸田エミリ、椎名そら ほか
- マスターベーションインストラクション 8 アナタだけの理想のカノジョ編 あなたに語りかける淫語と焦らしストリップでオナ指示（4月21日、ROCKET）他出演:通野未帆、澁谷果歩、夏希みなみ、若槻みづな、江上しほ
- 俺らの可愛い性処理女子校生 パイパンロリ巨乳美少女といいなり中出し性交（4月22日、宇宙企画）
- パイパン天使のデカ尻ロリ巨乳娘 トランジスタグラマー奇跡のエロいカラダ 妊娠懇願の生膣射精（4月25日、シャーク）
- おじさんたちの性処理ペットにされた（4月25日、おやゆび姫）共演:椎名いずみ
- ナンパJAPAN緊急調査! 普段はナンパしてもまるでGETできないブサイク男でも、テレビ局スタッフのフリをして美少女に声をかけたらビックリするほど笑顔で話を聞いてくれてチョイチョイ下ネタトークも挟んで盛り上げたら最後は中出しSEXまで出来ちゃうの???（4月25日、ナンパJAPAN）他出演:吉川あいみ、椎名りりこ ほか
- 「そこの巨乳若奥さま!童貞くんの射精のお手伝いをしてくれませんか?」 自慢のおっぱいでパイズリ射精!してもらうつもりが優し過ぎて童貞喪失筆おろしセックス!までしてくれました。 Vol.9（4月25日、ナンパJAPAN）他出演:澁谷果歩、真木今日子、星野ひびき
- この子のパンツた、食べたい…。 原宿〜新宿でお買い物中の可愛い女の子の生下着（5月7日、クンカ）※「るみ」名義　他出演:あき
- 友達同士の男女がカメラの前で初めてのベロちゅう 第2回 素人ベロちゅう選手権 制限時間10分間ベロチューしっぱなし! チ○コはノータッチでベロキスだけで射精できたら賞金GET! 燃え上がって熱烈ベロチューしたまま中出しSEX!!（5月12日、ROCKET）他出演:ERIKA、葉山めい、北村玲奈
- ムチムチフィットした運動着の少女をねぶり尽す（5月19日、ラマコス）
- 女のオナニーってエロい 〜イクとこ見ててくれる?その動き、その吐息、その表情〜（5月20日、SEX Agent）他出演:藤本紫媛、跡美しゅり、保坂えり、なごみ、東城華菜、翼みさき、大橋優子、三浦春佳、宮部涼花、逢沢はるか、穂高ゆうき、来栖みさ、春川せせら、今村加奈子、杏堂怜
- 隣のおじさんは二度チャイムを鳴らす…（5月25日、禁断の果実）
- 素人娘が ハレンチポーズでストップ!! 固定バイブで時間よ止まれ!ゲーム 感じても絶対に動いちゃダメ!負けたら中出しエロ罰ゲーム!!（5月26日、ROCKET）共演:葉山めい　他出演:里美まゆ、埴生みこ ほか
- 再婚相手の連れ子（5月29日、思春期.com）
- デカ尻マニアックス（6月1日、ワンズファクトリー）
- 媚薬ちゃんぽんロリ巨乳ハードSEX 〜地元で話題の美少女が学校に秘密で放課後闇バイト〜（6月3日、クリスタル映像/テクノブレイブ）
- 筆おろし性交クリニック（7月7日、SODクリエイト）共演:日比乃さとみ、斉藤みゆ、百瀬ひまり
- パイパンむっちり巨乳尻ザーメンぶっかけコスプレ娘 (7月8日、クリスタル映像/NITRO)
- 帰省して久々に会った姉と中出し性交（7月8日、TMA）
- 俺の妹（オンナ）に手を出すな！（7月13日、EROTICA）
- 全国家出少女白書 下北沢からやってきた神待ち少女 くるみ（7月31日、JUMP）
- デカパイ優等生の新人OLをパワハラ＆セクハラで非認証の女性用バイアグラを騙して飲ませキメセク生姦で福利厚生肉便器にしてしまうゲス社員たちのいるブラック会社（8月12日、ケイ・エム・プロデュース）
- 彼女の妹とデリヘルでまさかの遭遇！！巨乳な妹さんと彼女に内緒で中出しSEXライフ！！（8月19日、OPPAI）
- 炉利ぽちゃ巨乳娘のローションぬるぬるフェチ援交 E-90（8月26日、TMA）
- 全制服美少女と性交（9月2日、ドリームチケット）
- ギャル嫁からのエロ動画（9月13日、GALDQN/妄想族）
- 緊縛快楽調教 女子校生 くるみ（9月23日、宇宙企画）
- ムチムチ巨乳パイパンいもうと（11月7日、ケー・トライブ）
- 【胸糞】どうしようもなく興奮してしまう僕の鬱勃起体験談【悪い】とっても明るく優しい真面目な彼女が…実は父親に調教されていました… （11月7日、Fitch）
- 出会い系アプリで釣れた敏感娘と飽きるまでセックスした件（11月23日、F＆A）
- ロリ専科 むっちり桃尻！マシュマロおっぱい！おまけにパイパン！おじさんキラー（12月1日、グレイズ）
- 女子校生緊縛調教 くるみ（12月9日、宇宙企画）

2017年
- カラダごと恋に落ちるSEX（1月13日、S-Cute）他出演:尾上若葉、里美まゆ、麻生遥、浅田結梨、佐野あおい
- 家庭教師が巨乳受験生にした事の全記録 隠撮カメラFILE（1月19日、グローリークエスト）
- 可愛い顔してデカ尻！！ 河音くるみ（2月19日、MARRION）
- マッサージで感じちゃった僕。【番外編】 エステ以上M性感未満 その2（2月25日、アロマ企画）他出演:円城ひとみ、大崎静子、南瀬奈
- 河音くるみちゃん ふぁーすとすたープレミアムベスト4時間（4月14日、First Star）
- 巨乳女子校生いいなり中出し性交5時間（4月14日、ケイ・エム・プロデュース）他出演:清塚那奈、村瀬夢佳、新月さなえ、愛乃まほろ、聖あいら
- 濡れてテカってピッタリ密着 神スク水 15 新型スク水型番F●LA O●-12●0×くるみ（5月3日、親父の個撮）
- 河音くるみと夢のコスプレSEX◆（7月18日、ケー・トライブ）
- 無毛 パイパン 純情派 美乳大作戦（9月11日、実録出版）
- 激カワパイパンJKをお持ち帰りしてねぶりまわしSEX（9月26日、ケー・トライブ）
- 魅尻顔面騎乗 河音くるみ（11月6日、実録出版）

2018年
- 絶望エロス 陽子 愛人の子には愛人の子の志があるんです（2月13日、絶望エロス/妄想族）
- おっぱいMANIAX（3月7日、OPPAI）
- 騎乗位で巨乳を揺らしまくりながらイキまくるSEXを見逃すな！（3月10日、アリスJAPAN）
- お兄ちゃん、生で中出し、おっきいおちんちん欲しいな（3月10日、アリスJAPAN）
- 嫁の連れ娘を肉便器調教（5月11日、ケイ・エム・プロデュース）
- SEXの温度 美乳な美少女のぬくもりを感じるエッチ（9月1日、S-Cute）他出演:八乃つばさ、愛花みちる、観月奏、富田優衣、神山しずく
- 昼下がりのOL 河音くるみぶっかけ輪●調教（9月12日、First Star）
- 姉犯日記（10月4日、グローリークエスト）
- 四畳半同棲ブルース くるみ20歳（12月12日、First Star）

2019年
- むちむちデカ尻 神ブルマ 河音くるみ ロリ美少女から人妻、ぽっちゃり娘達にピチピチブルマ＆体操着を着せ、ハミパン、ムレムレワレメなど毛穴まで見えるほどの超ドアップ接写！さらに尻コキ、着衣お漏らし放尿やブルマぶっかけ、生中出し等ブルマ好きに送る完全着衣フェチAV（3月21日、親父の個撮）
- 弱者のフリした変態ジジイが若妻へ中出し（4月5日、ハイライト）
- シングルマザーの1人娘をじっくり調教して女子●生肉便器へと改造4時間スペシャル（4月26日、ケイ・エム・プロデュース）他出演:優梨まいな、坂咲みほ
- さらば青春の光 ～咲々原リン・若月まりあ・河音くるみ（5月17日、ケイ・エム・プロデュース）共演:咲々原リン、若月まりあ
- 学校でしようよ～さらば青春の光BESTセレクション～ ココロとカラダのスナップショット編（12月13日、ケイ・エム・プロデュース）他出演:七海ゆあ、森下美怜、皆月ひかる

2020年
- ガンギマリ女子○生4時間スペシャル（10月23日、ケイ・エム・プロデュース）他出演:優梨まいな、坂咲みほ、雨宮凛、愛瀬美希

2021年
- 巨乳美少女10人連続セックス Vol.5 8時間2枚組（3月9日、ケー・トライブ）他出演:若本あん、野原もも、小此木ひなの、若菜あい、佐久間恵美、一色さゆり、松下ひな、柊るい、日和ももか